# Gondwanamyces proteae
Gondwanamyces proteae är en svampart som först beskrevs av M.J. Wingf., P.S. van Wyk & Marasas, och fick sitt nu gällande namn av G.J. Marais & M.J. Wingf. 1998. Gondwanamyces proteae ingår i släktet Gondwanamyces och familjen Ceratocystidaceae.   Inga underarter finns listade i Catalogue of Life.